# Кучинське
Кучинське (пол. Kuczyńskie) — село в Польщі, у гміні Кадзідло Остроленцького повіту Мазовецького воєводства.
Населення — 176 осіб (2011).
У 1975-1998 роках село належало до Остроленцького воєводства.

## Демографія
Демографічна структура станом на 31 березня 2011 року:
|          | Загалом | Допрацездатний вік | Працездатний вік | Постпрацездатний вік |
| -------- | ------- | ------------------ | ---------------- | -------------------- |
| Чоловіки | 88      | 24                 | 54               | 10                   |
| Жінки    | 88      | 22                 | 48               | 18                   |
| Разом    | 176     | 46                 | 102              | 28                   |